# Josef Rodenstock

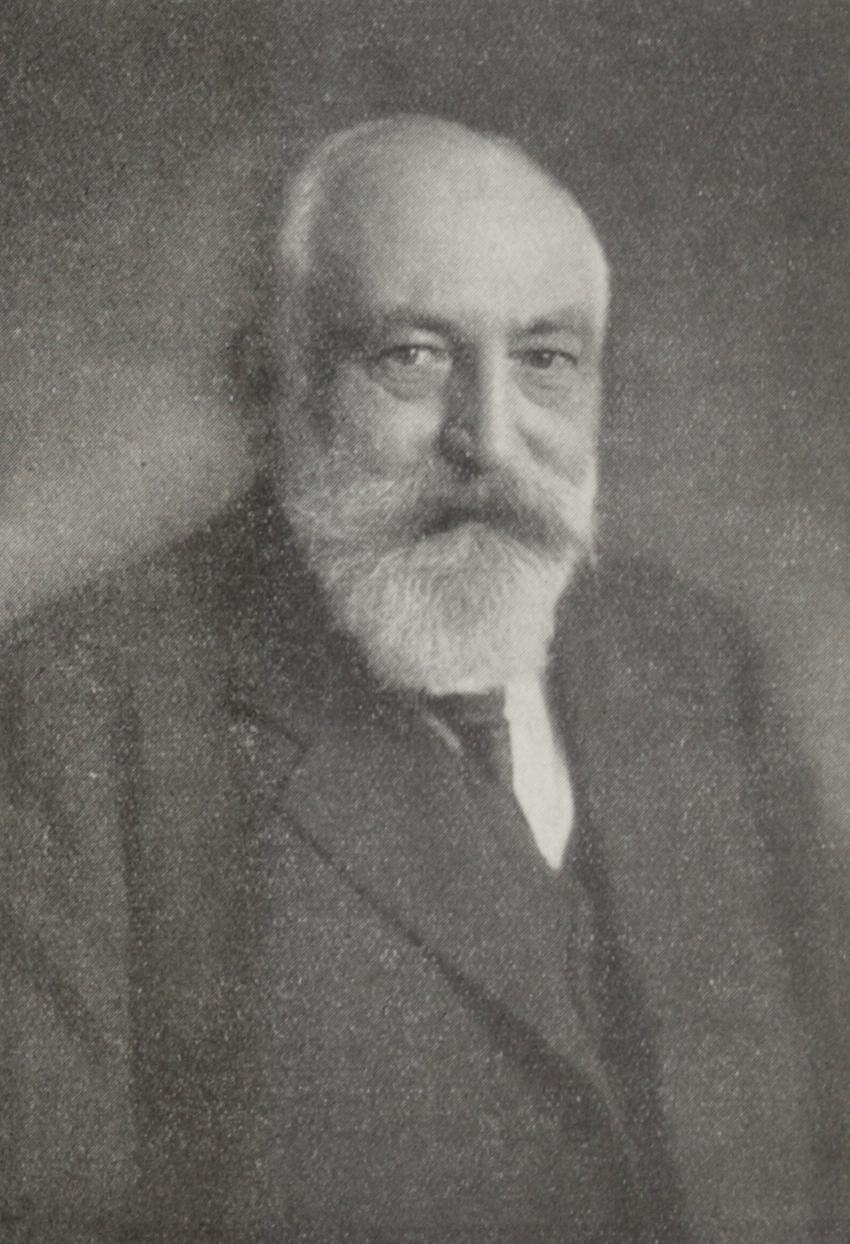
Josef Rodenstock

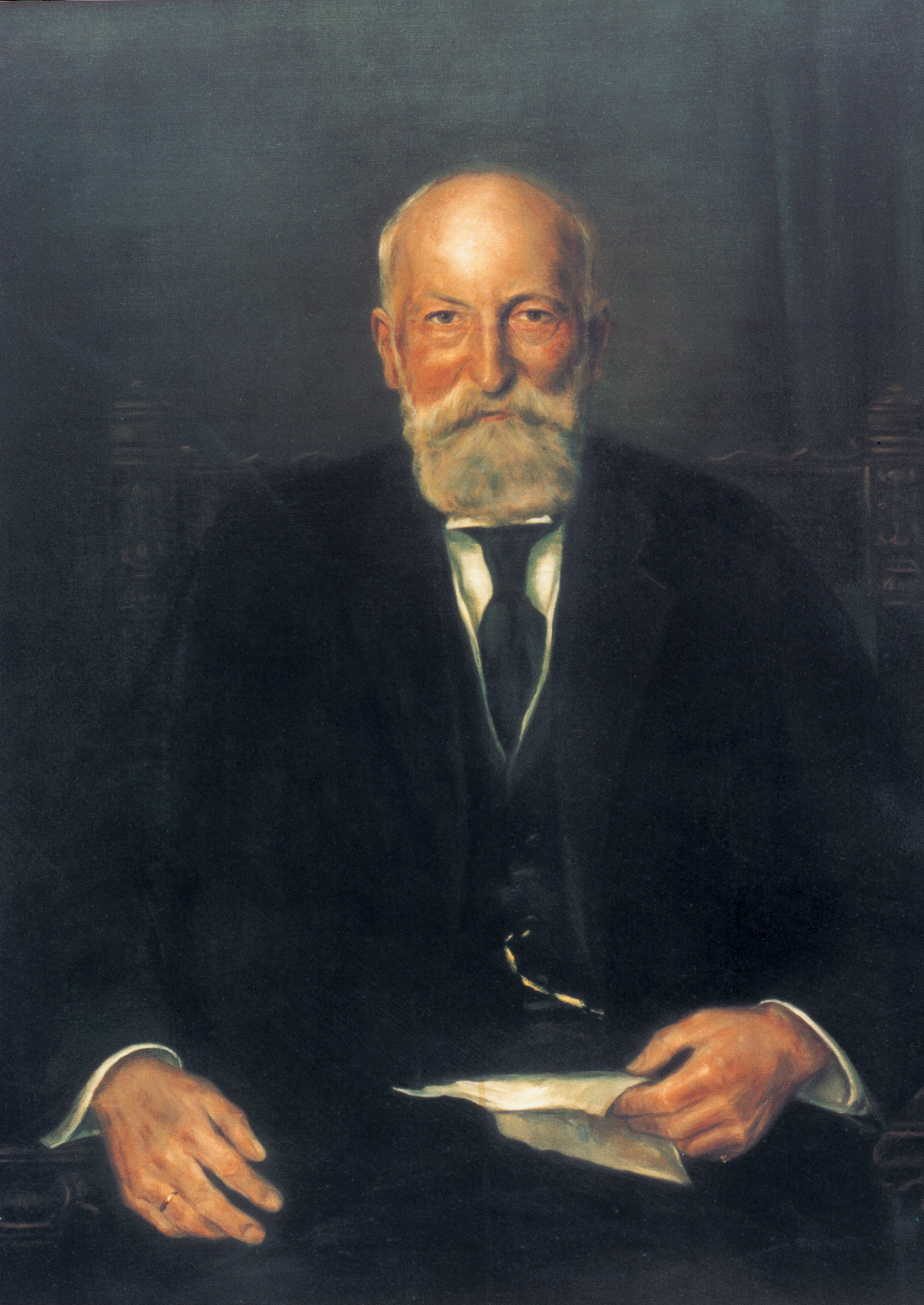
Josef Rodenstock, Gründer des nach ihm benannten Unternehmens

Josef Rodenstock (* 11. April 1846 in Ershausen; † 18. Februar 1932 in Erl) war ein deutscher Industrieller und Begründer des Unternehmens Rodenstock. 

## Biografie

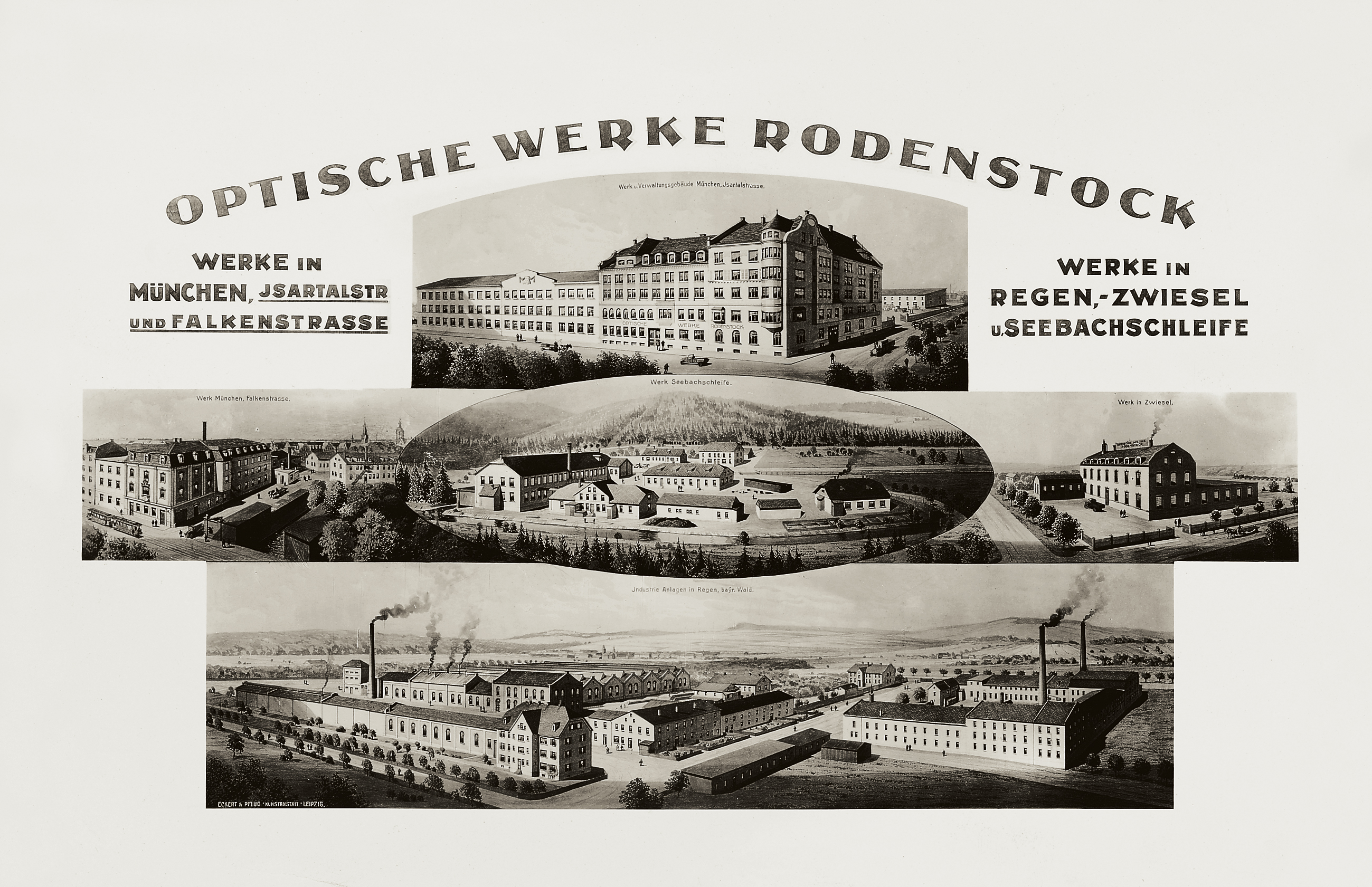
Optische Werke Rodenstock in München, Regen, Zwiesel und Seebachschleife, um 1928

Im Alter von 14 Jahren begann der Sohn des Händlers und Kaufmanns Georg Rodenstock im Rheinland einen Handel mit Nähnadeln, Knöpfen, selbst gefertigten Barometern, Metalltachometern für Bierwürzen und Brillenfassungen. Sein Vater übernahm von Ershausen aus den Versand, seine Brüder Alois und Michael die Reisetätigkeit.
1877 gründete er in Würzburg zusammen mit seinem Bruder Michael die nach seinem Vater benannte feinmechanische Werkstätte G. Rodenstock. Am 1. Januar 1878 nahm die Firma den Betrieb auf. Das neue Unternehmen verkaufte mathematische, physikalische und optische Geräte, besonders Brillen. Schon vor dieser Zeit hatte Rodenstock seine reflexarmen Diaphragma-Brillengläser und einen Brillen-Anmess-Apparat entwickelt, die entscheidend zum späteren Erfolg seines Unternehmens beitrugen.
1882 eröffnete er eine Filiale in München und verlegte 1883 den Unternehmenssitz dorthin, wo seit 1884 auch produziert wurde. 1898 eröffnete er ein weiteres Werk in Regen. Über Verkaufsstellen in ganz Deutschland und auch im Ausland wurden seine Produkte bekannt und wegen ihrer hohen Qualität geschätzt.
Rodenstock, der trotz seines geschäftlichen Erfolges persönlich bescheiden lebte, heiratete 1880 Maria Schmöger und hatte mit ihr drei Söhne und sechs Töchter. Seit 1905 arbeitete sein Sohn Alexander Rodenstock in der Unternehmensleitung mit. 1919 überließ er seinem Sohn die Unternehmensführung endgültig und zog sich mit einem Vermögen von 3,5 Millionen Goldmark auf sein Landgut bei Kufstein zurück.
Josef Rodenstock war der Hof-Optiker des deutschen Kaisers.
Josef Rodenstock starb im Alter von 85 Jahren.

## Grabstätte
Die Grabstätte von Josef Rodenstock befindet sich auf dem Münchner Waldfriedhof  (Grabnr. 17-W-43).